# Коломак (річка)
Коло́мак — річка в Україні, у межах Богодухівського району Харківської області та Полтавського району Полтавської області. Ліва притока Ворскли (басейн Дніпра).

## Опис
Довжина річки 102 км, площа басейну 1 650 км². Долина переважно трапецієподібна, у пониззі невиразна; її ширина переважно 2,5—5 км, на окремих ділянках до 8 км, завглибшки до 30—45 м. Заплава двобічна, завширшки 0,6—0,9 км (найбільша — 2,5 км у середній течії). Річище помірно звивисте, завширшки (на плесах) від 20—50 до 100 м; завглибшки до 6 м. Похил річки 0,62 м/км. У посушливі роки у верхів'ї пересихає. Споруджено декілька ставків. Води Коломаку використовуються для зрошування.

## Розташування
Коломак бере початок біля східної околиці села Високопілля. Тече переважно на південний захід. Впадає до Ворскли біля південно-східної частини міста Полтави.

## Притоки
- Балка Хмелева - витік річки у Валківській міській громаді, бере початок на північно-західній околиці селища Ков'яги[1]

### Праві
- Балка Вовча - притока у Коломацькій та Валківській громадах. Впадає у Коломак на
- Свинківка
- Балка Заводська

### Ліві
- Балка Коломачек - притока біля витоків річки у Валківській громаді, впадає у Коломак між селищем Ков'яги та селом Високопілля[1].
- Балка Крашинична - притока у Валківській громаді, впадає у Коломак на сході від села Високопілля[1].
- Балка Лисича - притока у Валківській громаді, бере початок на заході від села Перекіп, тече переважно на захід і впадає у Коломак на південно-західній околиці села Високопілля[2].
- Балка Колодязна - притока на межі Валківської та Коломацької громад, бере початок на заході від села Перекіп, тече переважно на захід і впадає у Коломак на південно-західній околиці села Гвоздьове[2].
- Балка Стрільцева - притока у Коломацькій селищній громаді, впадає у річку Коломак у північно-східній частині селища Коломак[2].
- Шляхова
- Балка Бузова - протока у Коломацькій громаді. Бере початок на південному сході від села Дмитрівка, тече переважно на захід і впадає у Коломак на північній околиці села Різуненкове[2].
- Балка Бондарева - притока у Коломацькій громаді, протікає з південного сходу на північний захід і впадає у Коломак у селі Різуненкове[2].
- Коленівка
- Чутівка
- Лисича - річка (балка) у Чутівській селищній громаді, бере початок у селі Охоче, тече на північний захід через село Лисича і впадає у Коломак у селі Виноминівка[3][4].
- Ладиженка

На берегах Коломаку розташовані населені пункти  — місто Полтава, села Високопілля, Гвоздьове, смт Коломак, Чутове, села Виноминівка, Войнівка, Ковалівка, Черкасівка, Затурине, Макухівка.

## Цікаві факти
- Більшість джерел приписують походження назви річки від тюркського «розгалужена, заболочена річка»[5][6], але трапляється трактування від українського діалектного «коломиї» — «заповнені водою глибокі вибоїни на дорозі». Коломаками також інколи називали робітників, що добували кам'яну сіль[7].
- Біля витоку річки знаходиться гідрологічний заказник місцевого значення «Коломачки»[8][9].
- У долині річки розташований ландшафтний заказник загальнодержавного значення «Вільхівщинський»[10][11].
- 1687 року біля річки Коломак, шляхом змови та доносів, було арештовано і скинуто з посади гетьмана Івана Самойловича.

## Галерея

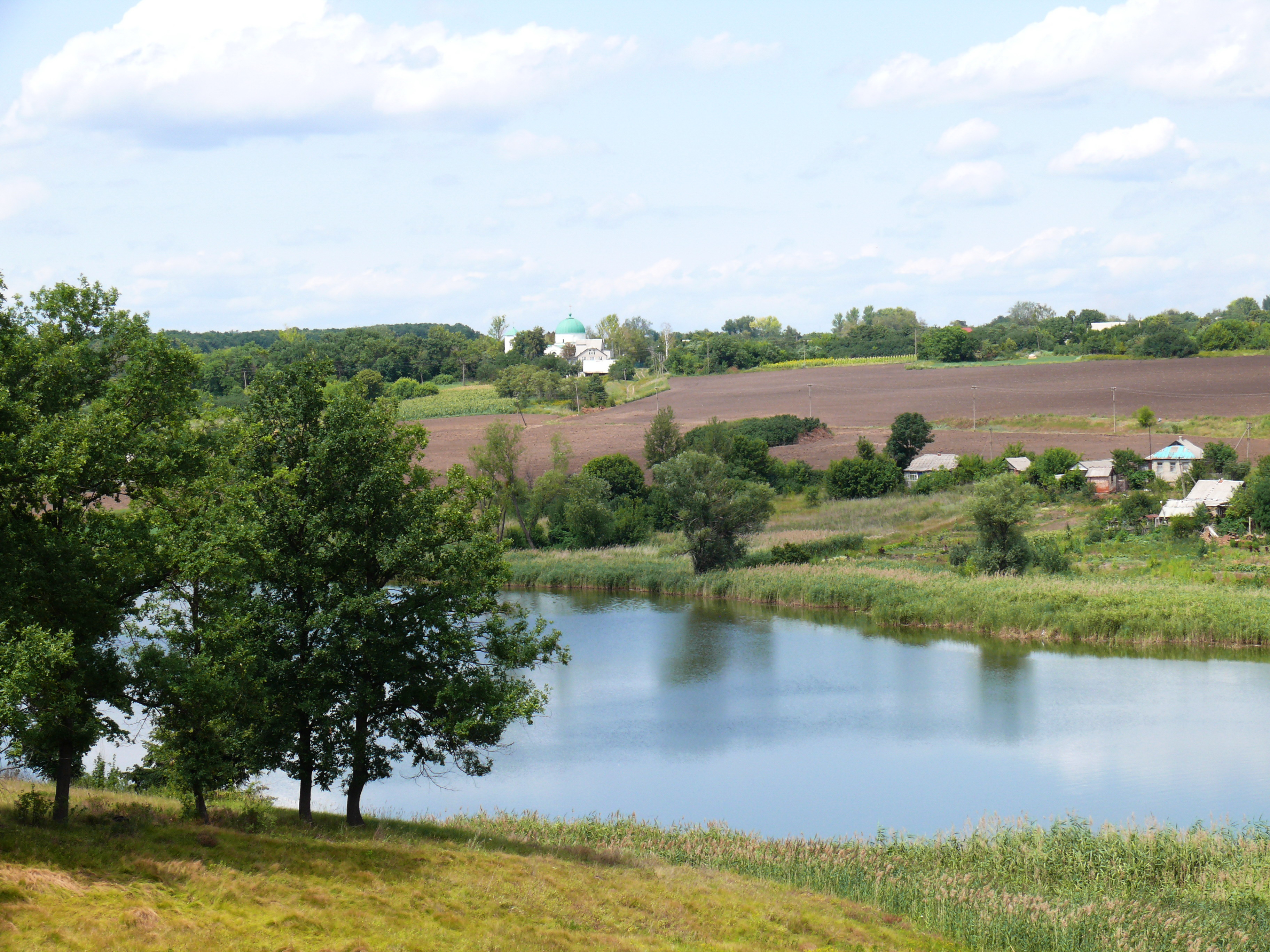
Хомутянський ставок біля витоку річки Коломак
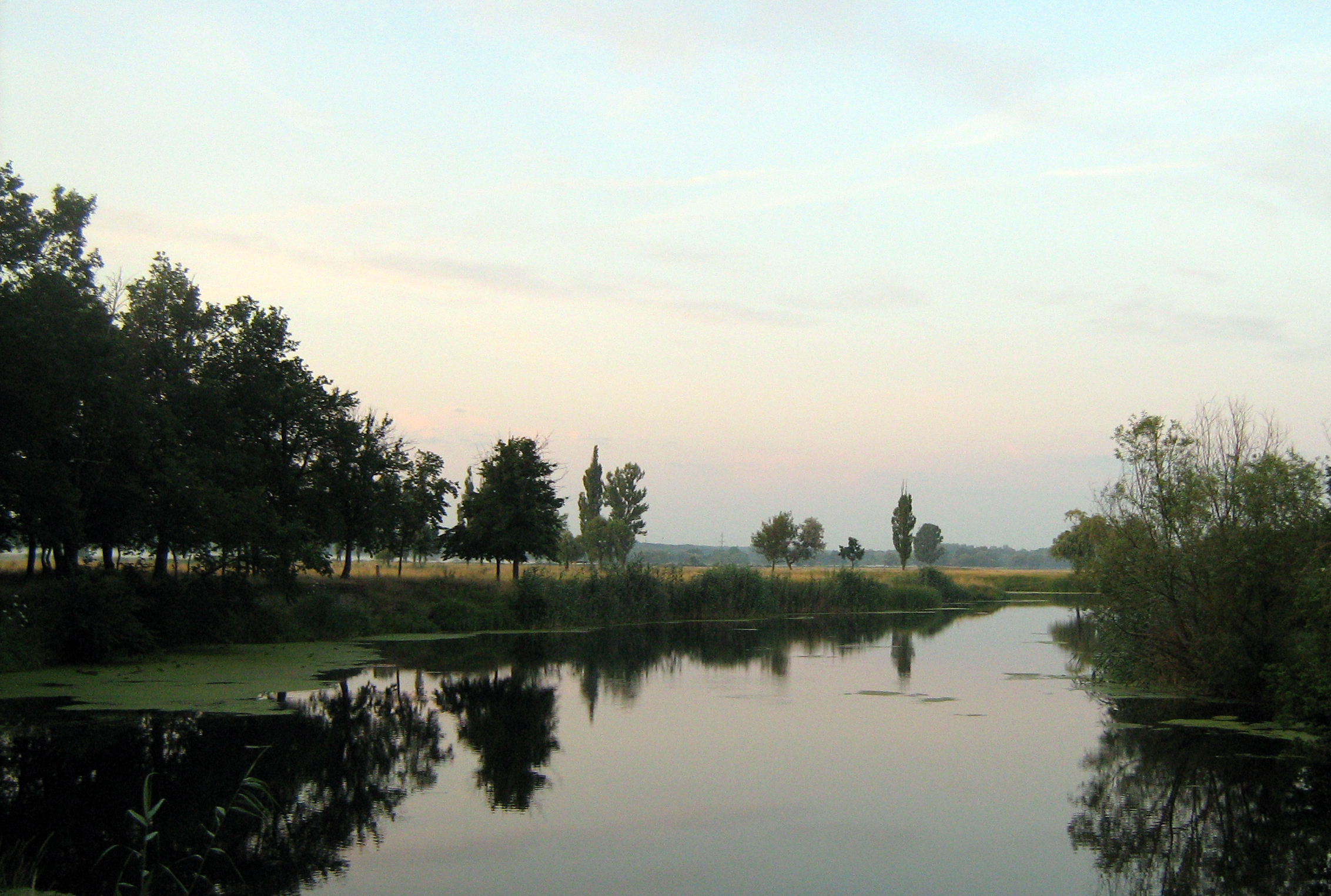
Річка Коломак. Село Лісок, Полтавська область
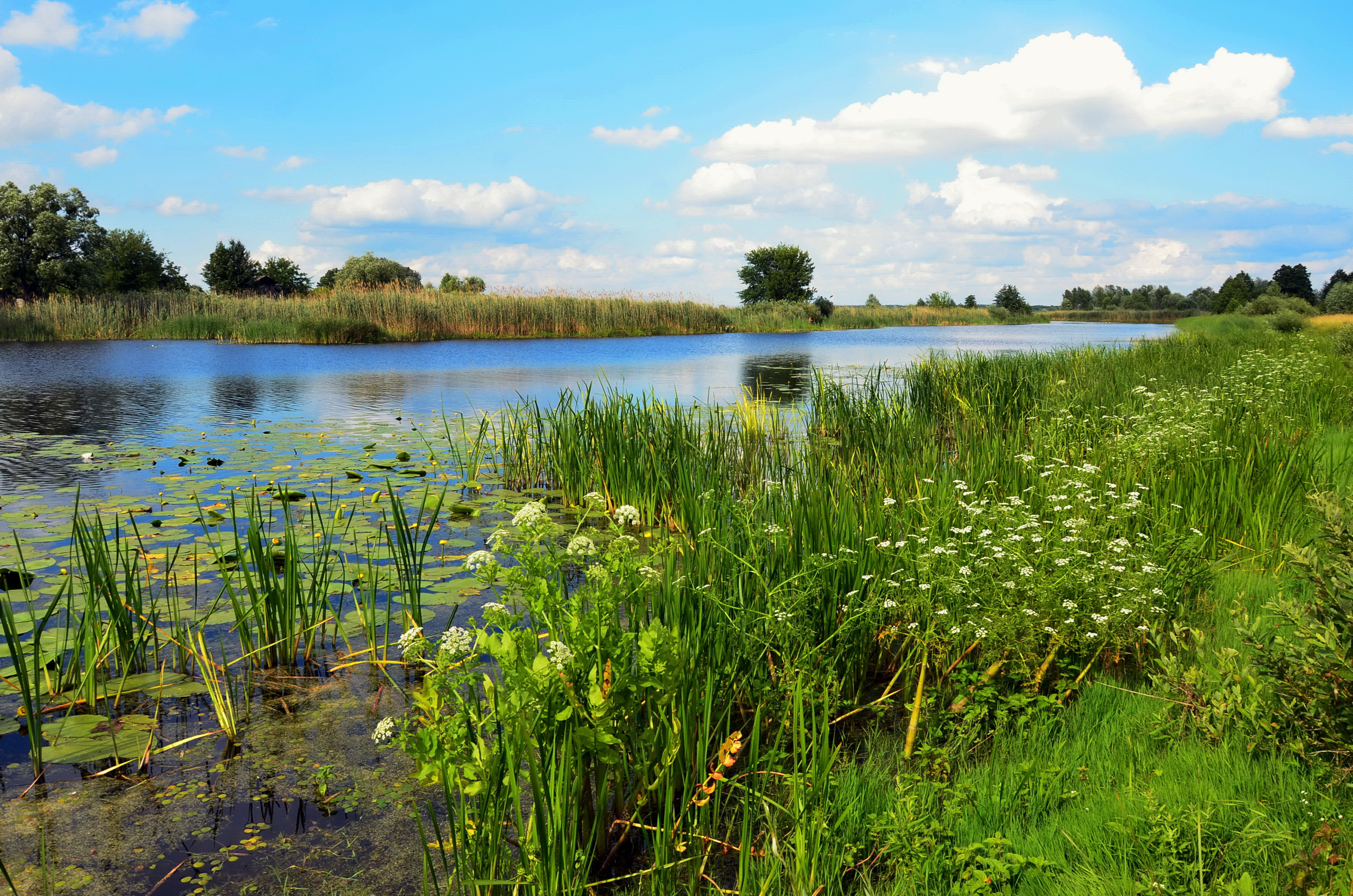
Лівий берег річки Коломак
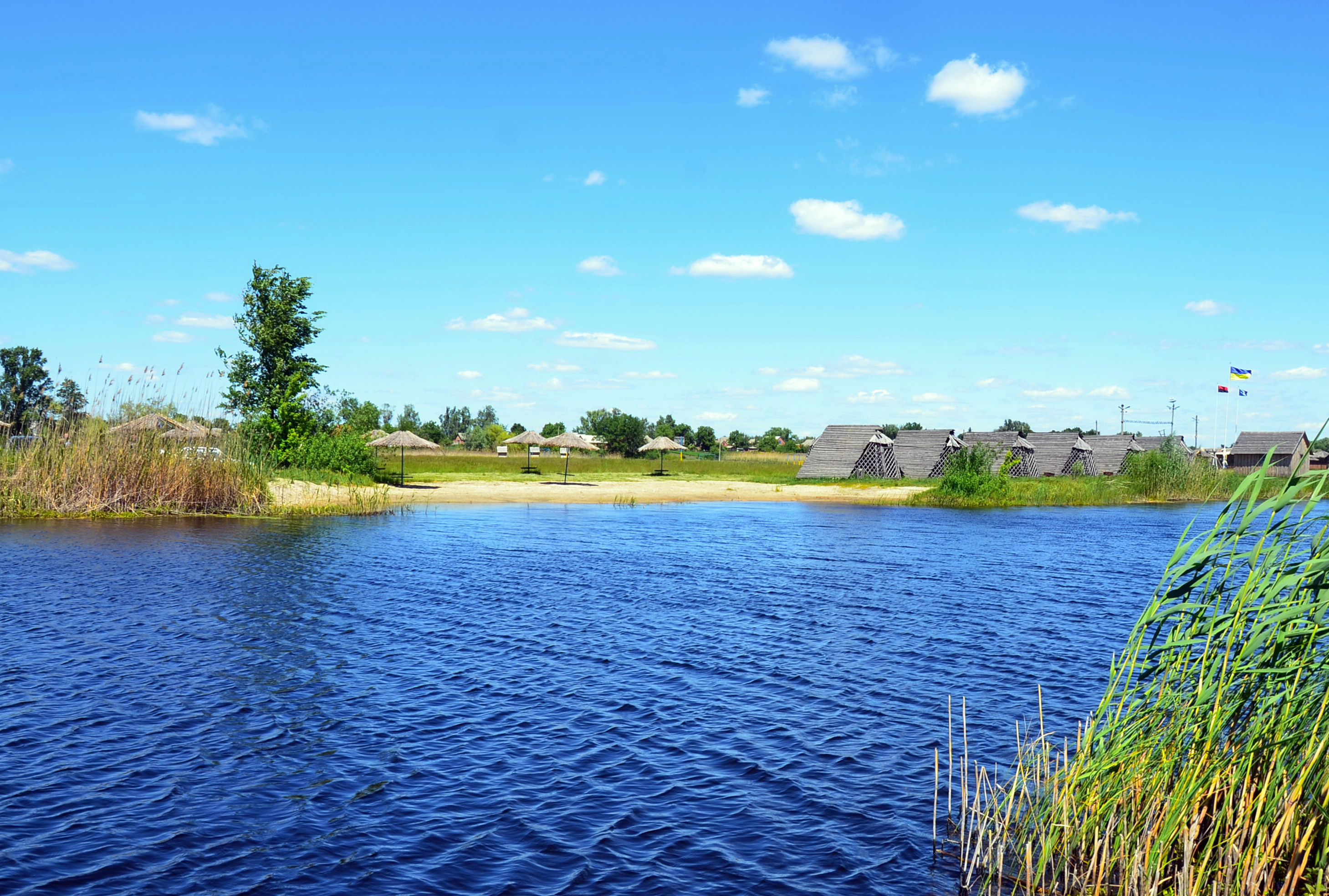
Берег свободи на річці Коломак